# Египетская цапля
Еги́петская ца́пля (лат. Ardea ibis) — вид птиц из семейства цаплевых. Широко распространённая и наиболее многочисленная из всех цапель. Обитает в тропиках, субтропиках, южной части умеренных широт обоих полушарий. Известна прежде всего своим стремительным расширением природного ареала с конца XIX века, по некоторым оценкам продолжающимся и в настоящее время. Это наиболее сухопутный вид цапель, в результате естественного отбора отошедший от характерного для семейства околоводного образа жизни. Её типичные места обитания связаны с открытыми травянистыми пространствами, в том числе в областях с засушливым климатом: лугами, болотами, степями, саваннами. Птица также легко освоила агропромышленные и культурные ландшафты, не боится человека и нередко селится по соседству. Цапля обычно ассоциируется с пасущимися на лугах и пастбищах дикими и домашними млекопитающими — слонами, зебрами, гну, крупным рогатым скотом и т. п., во время кормёжки нередко восседает на их спинах. Основная пища — наземные насекомые, потревоженные проходящими мимо животными. Птица также употребляет в пищу других беспозвоночных, а также лягушек и рыбу.
Монотипичный вид, входящий в номинативный и наиболее распространённый род Ardea. Идентификация в полевых условиях обычно не вызывает трудностей — относительно короткие шея и клюв, белое оперение с рыжеватыми перьями на голове и груди и яркий жёлто-оранжевый клюв позволяют безошибочно определить птицу даже неспециалисту. Египетская цапля является общественной птицей, кормится группами и размножается в колониях совместно с другими голенастыми и веслоногими птицами. Гнёзда из сухих веточек строит на деревьях, редко на заломах тростника или бамбука. Кладка из 4—9 яиц белого цвета с голубоватым или зеленоватым оттенком.

## Систематика

### История изучения
Первое научное описание египетской цапли появилось в 1758 году в фундаментальной работе шведского натуралиста Карла Линнея «Система природы». Автор присвоил птице научное название Ardea ibis и поместил её в один ряд с другими хорошо известными цаплями — в частности, серой, большой белой и большой голубой.
|  | \| \| Большая выпь (Botaurus stellaris) \| \| \| \| |
|  |                                                     |
|  | Большая выпь (Botaurus stellaris)                   |
|  |                                                     |

|  | Большая выпь (Botaurus stellaris) |
|  |                                   |

|  | \| \| Чёрный волчок (Ixobrychus flavicollis) \| \| \| \| \| \| Охристый волчок (Ixobrychus cinnamomeus) \| \| \| \| |
|  | |
|  | Китайский волчок (Ixobrychus sinensis)                                                                              |
|  | |
|  | Чёрный волчок (Ixobrychus flavicollis)                                                                              |
|  | |
|  | Охристый волчок (Ixobrychus cinnamomeus)                                                                            |
|  | |

|  | Чёрный волчок (Ixobrychus flavicollis)   |
|  |                                          |
|  | Охристый волчок (Ixobrychus cinnamomeus) |
|  |                                          |

|  | \| \| Большая выпь (Botaurus stellaris) \| \| \| \| |
|  |                                                     |
|  | Большая выпь (Botaurus stellaris)                   |
|  |                                                     |

|  | Большая выпь (Botaurus stellaris) |
|  |                                   |

|  | \| \| Чёрный волчок (Ixobrychus flavicollis) \| \| \| \| \| \| Охристый волчок (Ixobrychus cinnamomeus) \| \| \| \| |
|  | |
|  | Китайский волчок (Ixobrychus sinensis)                                                                              |
|  | |
|  | Чёрный волчок (Ixobrychus flavicollis)                                                                              |
|  | |
|  | Охристый волчок (Ixobrychus cinnamomeus)                                                                            |
|  | |

|  | Чёрный волчок (Ixobrychus flavicollis)   |
|  |                                          |
|  | Охристый волчок (Ixobrychus cinnamomeus) |
|  |                                          |

|  | \| \| Серая цапля (Ardea cinerea) \| \| \| \| \| \| Рыжая цапля (Ardea purpurea) \| \| \| \| |
|  |                                                                                              |
|  | Египетская цапля (Bubulcus ibis)                                                             |
|  |                                                                                              |
|  | Серая цапля (Ardea cinerea)                                                                  |
|  |                                                                                              |
|  | Рыжая цапля (Ardea purpurea)                                                                 |
|  |                                                                                              |

|  | Серая цапля (Ardea cinerea)  |
|  |                              |
|  | Рыжая цапля (Ardea purpurea) |
|  |                              |

|  | Средняя белая цапля (Egretta intermedia) |
|  |                                          |
|  | Большая белая цапля (Egretta alba)       |
|  |                                          |

|  | \| \| Серая цапля (Ardea cinerea) \| \| \| \| \| \| Рыжая цапля (Ardea purpurea) \| \| \| \| |
|  |                                                                                              |
|  | Египетская цапля (Bubulcus ibis)                                                             |
|  |                                                                                              |
|  | Серая цапля (Ardea cinerea)                                                                  |
|  |                                                                                              |
|  | Рыжая цапля (Ardea purpurea)                                                                 |
|  |                                                                                              |

|  | Серая цапля (Ardea cinerea)  |
|  |                              |
|  | Рыжая цапля (Ardea purpurea) |
|  |                              |

|  | Средняя белая цапля (Egretta intermedia) |
|  |                                          |
|  | Большая белая цапля (Egretta alba)       |
|  |                                          |

|  | \| \| Серая цапля (Ardea cinerea) \| \| \| \| \| \| Рыжая цапля (Ardea purpurea) \| \| \| \| |
|  |                                                                                              |
|  | Египетская цапля (Bubulcus ibis)                                                             |
|  |                                                                                              |
|  | Серая цапля (Ardea cinerea)                                                                  |
|  |                                                                                              |
|  | Рыжая цапля (Ardea purpurea)                                                                 |
|  |                                                                                              |

|  | Серая цапля (Ardea cinerea)  |
|  |                              |
|  | Рыжая цапля (Ardea purpurea) |
|  |                              |

|  | Средняя белая цапля (Egretta intermedia) |
|  |                                          |
|  | Большая белая цапля (Egretta alba)       |
|  |                                          |

|  | \| \| Серая цапля (Ardea cinerea) \| \| \| \| \| \| Рыжая цапля (Ardea purpurea) \| \| \| \| |
|  |                                                                                              |
|  | Египетская цапля (Bubulcus ibis)                                                             |
|  |                                                                                              |
|  | Серая цапля (Ardea cinerea)                                                                  |
|  |                                                                                              |
|  | Рыжая цапля (Ardea purpurea)                                                                 |
|  |                                                                                              |

|  | Серая цапля (Ardea cinerea)  |
|  |                              |
|  | Рыжая цапля (Ardea purpurea) |
|  |                              |

|  | Средняя белая цапля (Egretta intermedia) |
|  |                                          |
|  | Большая белая цапля (Egretta alba)       |
|  |                                          |

|  | \| \| Большая выпь (Botaurus stellaris) \| \| \| \| |
|  |                                                     |
|  | Большая выпь (Botaurus stellaris)                   |
|  |                                                     |

|  | Большая выпь (Botaurus stellaris) |
|  |                                   |

|  | \| \| Чёрный волчок (Ixobrychus flavicollis) \| \| \| \| \| \| Охристый волчок (Ixobrychus cinnamomeus) \| \| \| \| |
|  | |
|  | Китайский волчок (Ixobrychus sinensis)                                                                              |
|  | |
|  | Чёрный волчок (Ixobrychus flavicollis)                                                                              |
|  | |
|  | Охристый волчок (Ixobrychus cinnamomeus)                                                                            |
|  | |

|  | Чёрный волчок (Ixobrychus flavicollis)   |
|  |                                          |
|  | Охристый волчок (Ixobrychus cinnamomeus) |
|  |                                          |

|  | \| \| Большая выпь (Botaurus stellaris) \| \| \| \| |
|  |                                                     |
|  | Большая выпь (Botaurus stellaris)                   |
|  |                                                     |

|  | Большая выпь (Botaurus stellaris) |
|  |                                   |

|  | \| \| Чёрный волчок (Ixobrychus flavicollis) \| \| \| \| \| \| Охристый волчок (Ixobrychus cinnamomeus) \| \| \| \| |
|  | |
|  | Китайский волчок (Ixobrychus sinensis)                                                                              |
|  | |
|  | Чёрный волчок (Ixobrychus flavicollis)                                                                              |
|  | |
|  | Охристый волчок (Ixobrychus cinnamomeus)                                                                            |
|  | |

|  | Чёрный волчок (Ixobrychus flavicollis)   |
|  |                                          |
|  | Охристый волчок (Ixobrychus cinnamomeus) |
|  |                                          |

|  | \| \| Серая цапля (Ardea cinerea) \| \| \| \| \| \| Рыжая цапля (Ardea purpurea) \| \| \| \| |
|  |                                                                                              |
|  | Египетская цапля (Bubulcus ibis)                                                             |
|  |                                                                                              |
|  | Серая цапля (Ardea cinerea)                                                                  |
|  |                                                                                              |
|  | Рыжая цапля (Ardea purpurea)                                                                 |
|  |                                                                                              |

|  | Серая цапля (Ardea cinerea)  |
|  |                              |
|  | Рыжая цапля (Ardea purpurea) |
|  |                              |

|  | Средняя белая цапля (Egretta intermedia) |
|  |                                          |
|  | Большая белая цапля (Egretta alba)       |
|  |                                          |

|  | \| \| Серая цапля (Ardea cinerea) \| \| \| \| \| \| Рыжая цапля (Ardea purpurea) \| \| \| \| |
|  |                                                                                              |
|  | Египетская цапля (Bubulcus ibis)                                                             |
|  |                                                                                              |
|  | Серая цапля (Ardea cinerea)                                                                  |
|  |                                                                                              |
|  | Рыжая цапля (Ardea purpurea)                                                                 |
|  |                                                                                              |

|  | Серая цапля (Ardea cinerea)  |
|  |                              |
|  | Рыжая цапля (Ardea purpurea) |
|  |                              |

|  | Средняя белая цапля (Egretta intermedia) |
|  |                                          |
|  | Большая белая цапля (Egretta alba)       |
|  |                                          |

|  | \| \| Серая цапля (Ardea cinerea) \| \| \| \| \| \| Рыжая цапля (Ardea purpurea) \| \| \| \| |
|  |                                                                                              |
|  | Египетская цапля (Bubulcus ibis)                                                             |
|  |                                                                                              |
|  | Серая цапля (Ardea cinerea)                                                                  |
|  |                                                                                              |
|  | Рыжая цапля (Ardea purpurea)                                                                 |
|  |                                                                                              |

|  | Серая цапля (Ardea cinerea)  |
|  |                              |
|  | Рыжая цапля (Ardea purpurea) |
|  |                              |

|  | Средняя белая цапля (Egretta intermedia) |
|  |                                          |
|  | Большая белая цапля (Egretta alba)       |
|  |                                          |

|  | \| \| Серая цапля (Ardea cinerea) \| \| \| \| \| \| Рыжая цапля (Ardea purpurea) \| \| \| \| |
|  |                                                                                              |
|  | Египетская цапля (Bubulcus ibis)                                                             |
|  |                                                                                              |
|  | Серая цапля (Ardea cinerea)                                                                  |
|  |                                                                                              |
|  | Рыжая цапля (Ardea purpurea)                                                                 |
|  |                                                                                              |

|  | Серая цапля (Ardea cinerea)  |
|  |                              |
|  | Рыжая цапля (Ardea purpurea) |
|  |                              |

|  | Средняя белая цапля (Egretta intermedia) |
|  |                                          |
|  | Большая белая цапля (Egretta alba)       |
|  |                                          |

Филогенетическое древо цаплевых, построенное на основании анализа последовательности гена 12S рРНК
Столетие спустя, в 1855 году, французский орнитолог Шарль Люсьен Бонапарт ввёл в употребление род Bubulcus, в который помимо египетской цапли поместил ещё два вида с бело-рыжим оперением. Присваивая название, учёный подчеркнул особенность птицы сопровождать выпас крупного рогатого скота (латинское слово bubulcus или bobulcus переводится как «волопас», «пастух»). Слово ἶβῐς (в латинском варианте ibis), послужившее источником для видового названия, использовалось древними греками для обозначения одного из трёх известных им ибисов. Современный англоязычный толковый словарь Уэбстера подчёркивает, что первоначально слово пришло из Древнего Египта, где им обозначали почитаемого священного ибиса.
В 1931 году американский орнитолог Джеймс Питерс в работе по каталогизации птиц мира признал род Bubulcus монотипичным. В 1956 году другой американец, Уолтер Бок (Walter J. Bock), переместил цаплю в группу Ardeola на том основании, что она также имеет короткие ноги, сравнительно короткий, широкий в основании клюв и охристые детали оперения в брачный период. В 1976 году сотрудники Мичиганского университета Роберт Пейн и Кристофер Рисли (Christopher J. Risley) по результатам остеологического исследования пришли к выводу, что вид ближе всего к цаплям из рода Egretta и по этой причине должен именоваться Egretta ibis. Наконец, биохимическое исследование 1987 года под руководством профессора биологии Йельского университета Фредерика Шелдона (Frederick H. Sheldon) показало, что египетская цапля относится к роду Ardea. Таким образом, к середине нулевых годов систематическое положение египетской цапли оставалось неопределённым, авторы по своему усмотрению ссылались на ту или иную работу систематиков. Сложность определения связывают в первую очередь с развитием уникальных морфологических особенностей птицы, связанных с изменением её кормовых привычек и, как следствие, мест обитания. При этом подчёркивается, что, несмотря на поверхностное сходство с представителями группы Egretta, в родственных связях египетская цапля ближе всего к типичным цаплям из рода Ardea, со ссылкой на работу Шелдона. Китайские генетики, изучая последовательность гена 12S, пришли к выводу, что ближайшими родственными видами египетской цапли являются серая и рыжая цапли. В свою очередь, австралийские учёные провели сравнительный генетический анализ и полагают, что вид следует называть Ardea ibis, а популяции «зелёного континента» присвоить статус подвида — Ardea ibis coromanda. Международный союз орнитологов относит египетскую цаплю к роду Ardea.
В процессе эволюции египетская цапля отошла от водно-прибрежного образа жизни, характерного для своих ближайших родственников, став типичным обитателем саванн, степей и лугов с соответствующим изменением кормовой базы. Сдвиг не был генетическим дрейфом либо эффектом основателя, а явился результатом естественного отбора. В условиях жёсткого внутривидового соперничества на ограниченной территории в африканских тропиках были выработаны две ключевые адаптации: тактика охоты на наземных, главным образом прыгающих насекомых и склонность к рассеиванию с быстрым образованием новых популяций. Время от времени публикуются сообщения о скрещивании египетской цапли с малой голубой, малой белой и белой американской цаплями.

### Подвиды

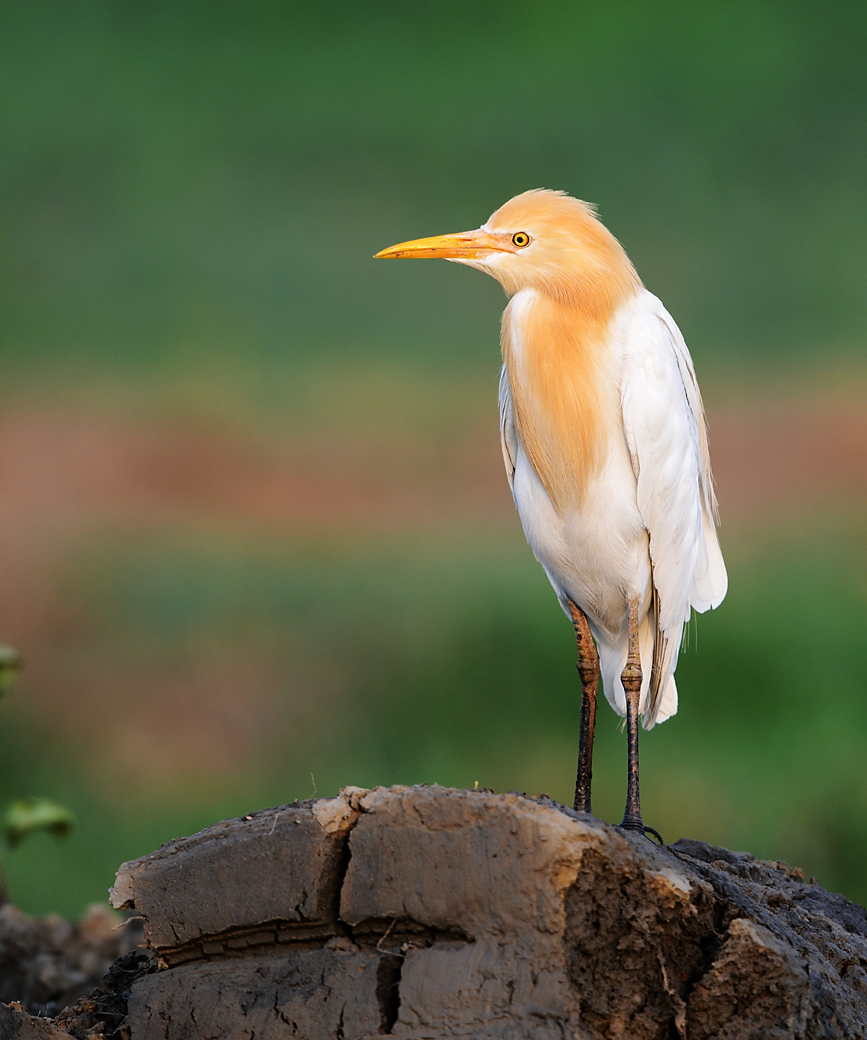
Восточный подвид B. i. coromandus

Традиционно большинство специалистов рассматривали два подвида египетской цапли, различающиеся деталями окраски оперения и общими размерами, — B. i. ibis и B. i. coromandus. В 1988 году британские орнитологи Ян Макаллан (Ian A. W. McAllan) и Мюррей Брюс (Murray D. Bruce) предложили разделить вид на два, ссылаясь на различную окраску неоперённой части кожи в гнездовой период, однако данное предложение не нашло всеобщей поддержки в орнитологическом сообществе (время от времени описание двух видов встречалось в отдельных изданиях, как, например, в известном двухтомнике «Birds of South Asia»).
Номинативный подвид, описанный Линнеем на основе материала из Египта (отсюда русскоязычное название), населяет западную часть ареала — Европу, Африку и Переднюю Азию, а начиная с середины XX века и Американский континент. Второй подвид обитает на востоке — в Индии, Индокитае и на островах Тихого океана от средней части Японии к югу до северной Австралии. Международный союз орнитологов рассматривает его отдельным видом Ardea coromanda. Иногда встречается запись об ещё одном подвиде с Сейшельских островов, описанном датским орнитологом Финном Саломонсеном в 1934 году, — B. i. seychellarum; по мнению большинства специалистов, присвоение ранга этой популяции птиц ошибочно.

## Описание

### Общая характеристика
Среднего размера коренастая цапля, несколько крупнее серой вороны и жёлтой цапли, но мельче кваквы. От других птиц семейства отличается более плотным телосложением, массивной головой, недлинной шеей и особенно нетипичным для цапель крепким коротким клювом. Клюв к тому же окрашен в яркий оранжево-жёлтый цвет с красноватым оттенком в основании и на подклювье, что также является определяющим признаком. Общая длина варьирует в пределах от 46 до 56 см, масса 340—390 г, размах крыльев 88—96 см. Самцы в среднем несколько крупнее самок, однако со стороны эта разница незаметна либо несущественна.

### Оперение

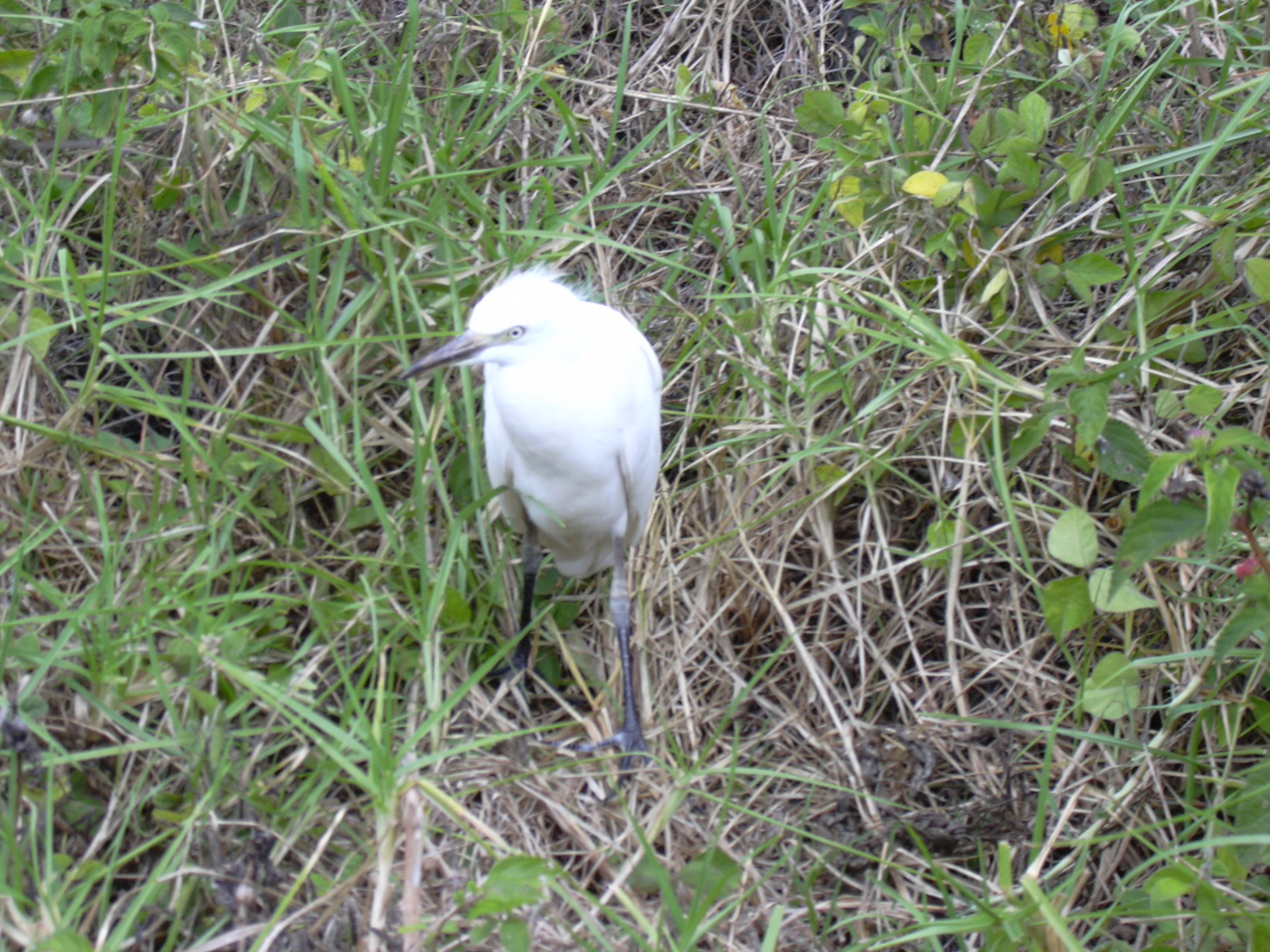
Молодых птиц выдают чёрный клюв и отсутствие рыжих перьев

Перьевой покров чисто-белый в осенне-зимний период и преимущественно белый в весенне-летний. В гнездовом наряде у большинства птиц на темени, шее, спине и зобу развиты участки оранжево-жёлтых и охристых рассученных перьев. На голове они образуют взлохмаченный хохолок, более ярко выраженный у самцов. У годовалых птиц украшающие детали оперения развиты слабо либо отсутствуют вовсе, клюв окрашен в чёрный цвет. В краткий период формирования пары и обустройства гнезда клюв становится ярко-красным с жёлтой вершиной, уздечка красновато-лиловой, радужина алой. С откладкой яиц все перечисленные части тела приобретают более светлые, желтоватые оттенки, а с окончанием гнездования ещё более бледнеют. Ноги в течение всего периода размножения окрашены в жёлтые и оранжевые тона, после его окончания темнеют и приобретают бурую окраску с отдельными желтоватыми пятнами на голени, верхней части цевки и подошве. В осеннюю линьку длинные перья выпадают, на темени сохраняется слабовыраженное оранжевое пятно.
Рисунок украшающих перьев у восточного подвида несколько иной, чем у номинативного. Помимо темени, они также охватывают другие части головы — щёки и горло. Оперение головы имеет скорее оранжево-золотистый оттенок, нежели чем охристый либо жёлтый. Удлинённые перья спины также более яркие, винно-золотистые. Предплюсна формы B. i. coromandus в среднем длиннее, чем у B. i. ibis, клюв также слегка длиннее и толще. Представители популяции Сейшельских островов, иногда рассматриваемые в качестве подвида B. i. seychellarum, отличаются меньшими размерами и более короткими крыльями. Щёки и горло этих птиц белые, как у номинативного подвида, однако хохолок оранжево-золотистый, как у B. i. coromandus.

### Зрение и голос
Глаза египетской цапли расположены таким образом, что позволяют одновременно сфокусироваться на находящемся перед ними предмете — в первую очередь добыче. Физиологическое исследование также подтвердило способность птицы охотиться в тёмное время суток. Адаптировавшись к жизни в наземных ландшафтах, египетская цапля утратила характерную для своих околоводных сородичей способность точно определять цель под водой, искажённую преломлением лучей света.
Несмотря на общественный образ жизни, египетская цапля сравнительно молчалива. Временами в колонии птица издаёт глухие односложные звуки, которые передают как «корр», «коок», «коак». Реже удаётся услышать более звонкое «кхее» или «керр». Более шумливы молодые особи.

## Распространение

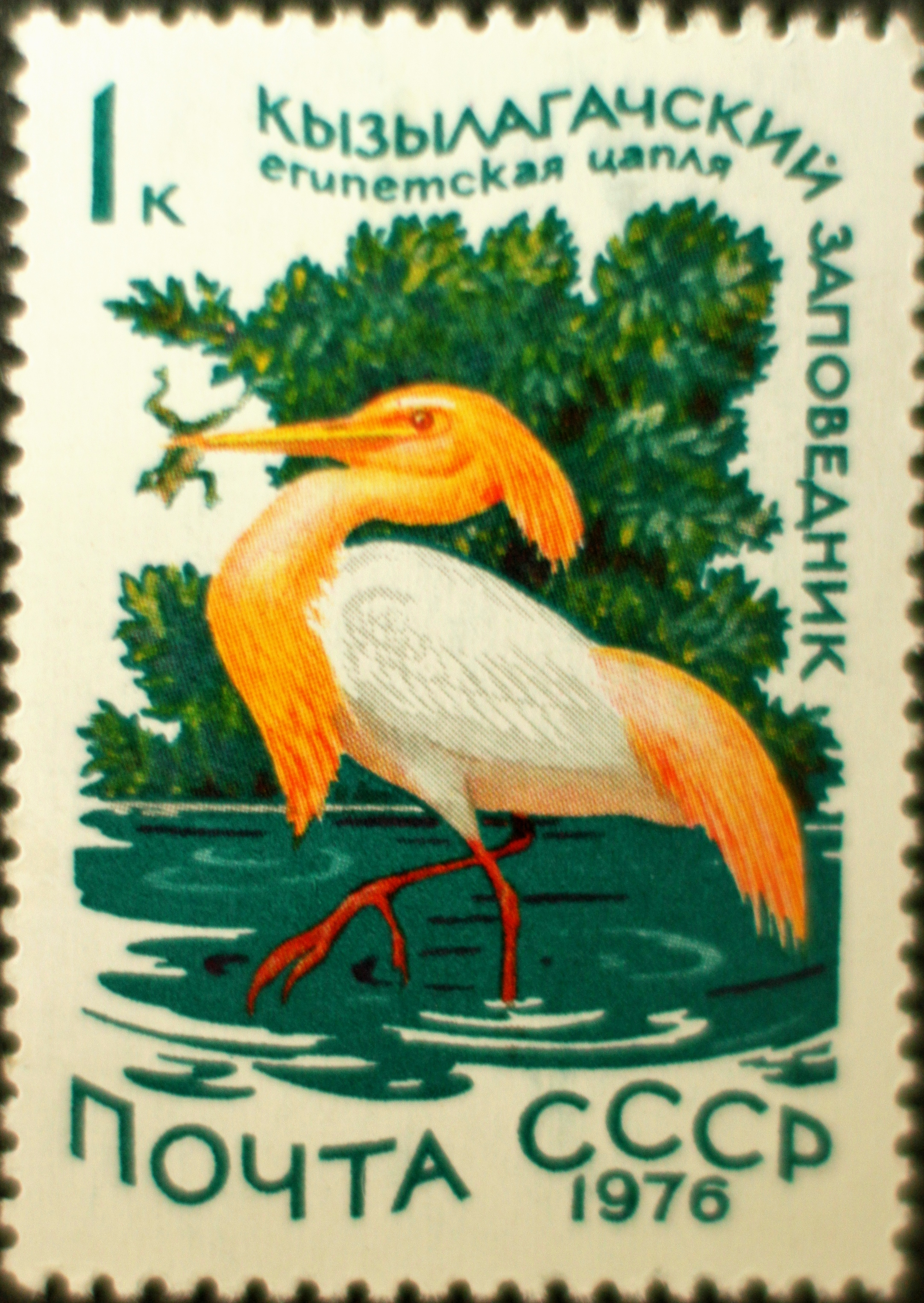
Почтовая марка СССР 1976 года, посвящённая Кызылагачскому заповеднику, где гнездится египетская цапля

Египетская цапля известна в первую очередь своим беспрецедентно быстрым расширением ареала, напрямую не связанным с интродукцией. В результате экспансии в XX веке область распространения кардинально выросла, охватила все континенты, кроме Антарктиды, и большинство крупных островов и, таким образом, стала почти космополитичной. По версии специалистов, расширение стало возможным вследствие хозяйственной деятельности человека: строительства ирригационных систем, изменения технологии выращивания риса и глобализации скотоводства. В свою очередь, последнее стало возможным вследствие интенсивной вырубки лесов и преобразования освободившихся площадей под пастбища.

### Естественный ареал
Центр происхождения вида, по всей видимости, находится в срединной части Африки, где птицы некогда населяли пресноводные водоёмы и питались его обитателями. Ту же область всегда населяли буйволы, обычно держащиеся недалеко от воды. В условиях смены влажных и засушливых сезонов, когда пищевая конкуренция подвержена колебанию, произошло смещение кормовых потребностей и способа добычи корма — птицы переключились на сухопутных беспозвоночных, паразитирующих в шерсти крупных млекопитающих либо вспуганных при их появлении. Следующим шагом стало изменение мест обитания в сторону ландшафтов, не связанных либо слабо связанных с водной стихией.
К началу XX века природный ареал птицы включал в себя области Старого Света, расположенные к югу от умеренных широт. До настоящего времени цапли — обычнейшие птицы в полузасушливых районах, примыкающих к Сахаре, многочисленны как в диких, нетронутых человеком саваннах, так и в населённых пунктах — даже таких крупных, как Каир. В Европе птица издревле гнездилась лишь на юго-востоке Пиренейского полуострова и в дельте Волги. Континентальная часть ареала в Азии представлена широким поясом от Палестины к востоку до Индокитая. Кроме того, вид представлен на многочисленных островах Индийского и Тихого океанов: Мадагаскаре, Сейшельских, Коморских, Маскаренских, Альдабра, Мальдивских, Шри-Ланке и большей части Малайского архипелага.
В пределах стран СНГ египетская цапля определённо гнездится в России (низовья Терека и Волги), Армении (долина Аракса), Азербайджане (Ленкоранская низменность, низовья Аракса и Куры), Казахстане (дельта Урала), иногда в Туркменистане (долина Теджена, низовья Атрека).

### Экспансия

Схема расселения египетской цапли в Америке

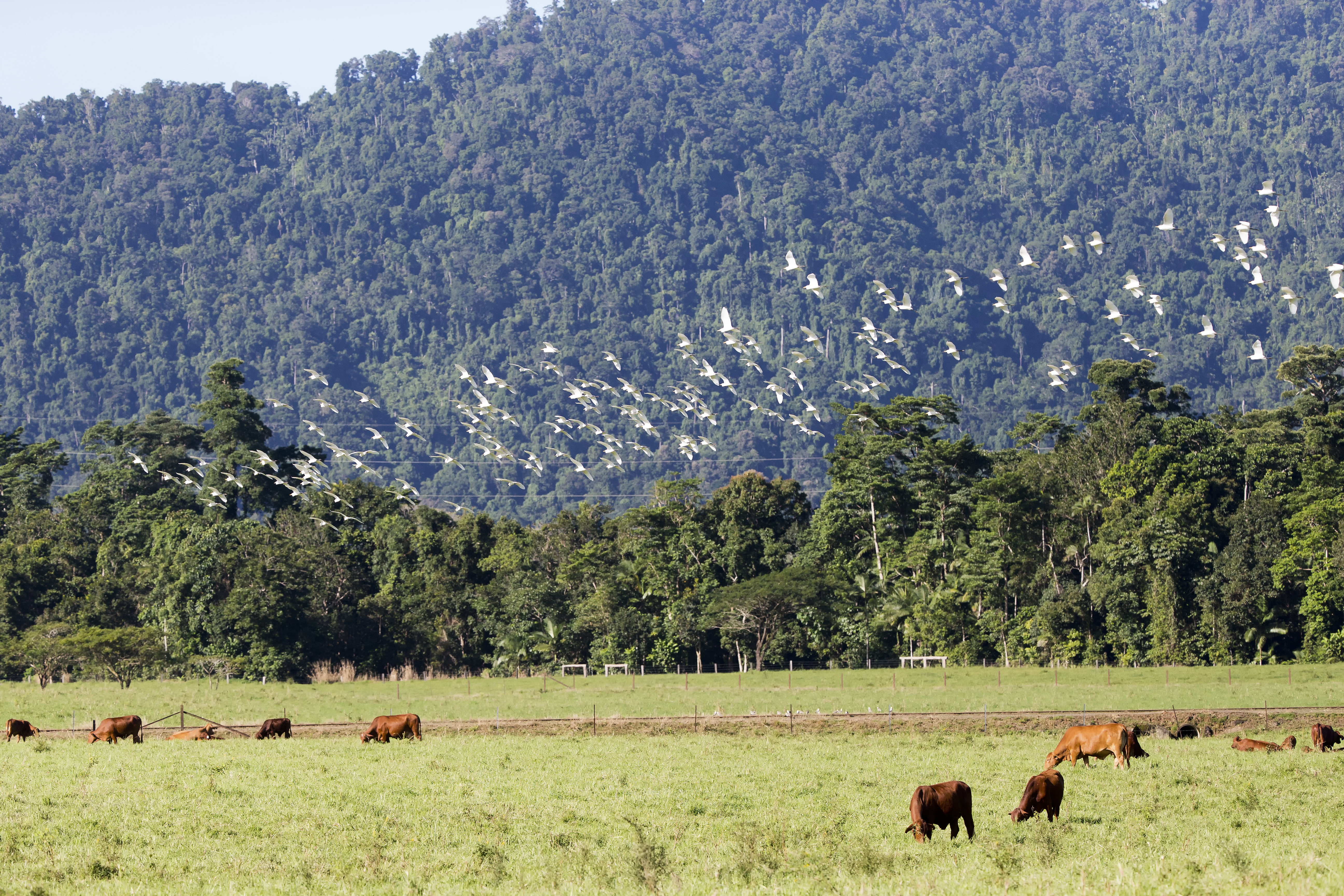
В Австралии цапли массово селятся начиная с 1948 года. На снимке: стая птиц кружит над пастбищем в районе хребта Белленден-Кер на севере континента

На рубеже XIX и XX веков область распространения цапли в Африке начала расширяться из полосы влажных лесов в южные, более засушливые регионы; в 1908 году охотниками была впервые добыта особь в долине реки Большой Кей (ныне Восточно-Капская провинция ЮАР). Массовое образование колоний в Капской провинции произошло в промежутке между 1920 и 1940 годами, в начале 1960-х годов общая численность популяции оценивалась в более чем 102 тыс. особей.
Первые сообщения о залётных цаплях в Западном полушарии относятся ко второй половине XIX — началу XX века: в период с 1877 по 1912 год птиц несколько раз наблюдали во Французской Гвиане и Суринаме. Случайные визиты этого периода не привели к акклиматизации, однако в дальнейшем птицам удалось не только закрепиться на новом месте, но буквально оккупировать существенную часть Нового Света. Расселение началось с островов Карибского моря: в 1933 году гнёзда птиц были обнаружены на острове Провиденсия, в 1944 году на Арубе, в 1948 году в Пуэрто-Рико и на Ямайке в 800 км к северу от Арубы. Проникнув на континент, цапли стали быстро расселяться во всех направлениях, достигнув на юге Чили, северной Аргентины и юго-восточной Бразилии, на западе Калифорнии, на севере Аляски и Ньюфаундленда. Впервые обосновавшись в США в 1953 году, египетская цапля сегодня — одна из наиболее многочисленных цапель на североамериканском континенте; популяция только восточной части страны в 1970-е годы оценивалась в более чем 400 тыс. особей.
История завоевания Австралии остаётся до конца не ясной. Предполагают, что ещё до колонизации континента птицы могли посещать его со стороны лежащих к северу островов. В 1933 году в Кимберли была предпринята попытка интродуцировать 18 особей из Индии, однако она оказалась безуспешной. В 1948 году массовое нашествие цапель, которые никак не могли быть потомками выпущенных птиц, было отмечено в Северной территории. В 1954 году они обосновались в Новом Южном Уэльсе, за 20 последующих лет увеличив численность до 2300 пар. В настоящее время цапли встречаются во всех приморских районах Австралии, местами залетая далеко вглубь материка. Особенно много их в наиболее северных областях страны, на восточных равнинах, на юго-западе в промежутке между Пертом и Эсперансом. В небольшом количестве гнездится на Тасмании.
Ко времени начала экспансии испанская популяция, единственная известная в Западной Европе, находилась в упадке. Тем не менее во второй половине XX века цапли не только вернулись на Пиренейский полуостров, но также колонизировали и другие регионы Европы, где их ранее никогда не было. В 1958 году птицы начали гнездиться в области Камарг в дельте Роны, в 1981 году проникли на север Франции, в 1985 году были отмечены в Италии. С 1998 года несколько пар регулярно гнездится в Бельгии, с 2000 — в Нидерландах. Наконец, в 2008 году размножающихся птиц видели в Великобритании. В дополнение к самостоятельному расселению, египетская цапля была сознательно интродуцирована человеком на некоторых островах, таких как Чагос в 1955 году и Гавайские в 1959 году. Успешными оказались аналогичные эксперименты на Сейшелах и острове Родригес, однако закончились неудачей на соседнем с ними острове Маврикий. Не удалось ужиться в условиях дикой природы птицам, сбежавшим из английского Уипснейдского зоопарка.

### Перемещения
Приверженность к стабильной сезонной миграции проявляется лишь в широтах с умеренным климатом. На юго-западе Европы — в частности в болотистой местности Камарг на юге Франции — многие птицы проводят время лишь с мая по октябрь-ноябрь и зимуют на севере Африки — в Алжире, Марокко, Египте и Эфиопии, другая часть не покидает гнездовые районы в течение всего года либо откочёвывает на юг Пиренейского полуострова. Численность цапель в этой области достигает своего минимума в январе, однако уже в следующем месяце имеет тенденцию к увеличению.

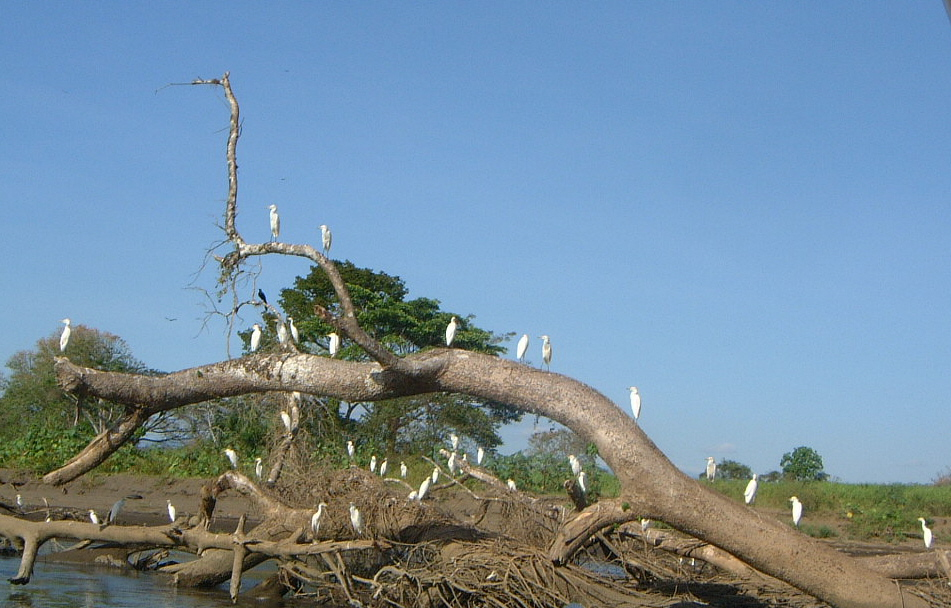
Цапли в долине реки Тарколес, Коста-Рика

В России, Казахстане, Турции и республиках Закавказья египетская цапля — типичный перелётный вид, зимующий в Иране, Ираке, на Аравийском полуострове, в отдельные годы в Азербайджане. Птицы, гнездящиеся на Японских островах, в холодное время года перемещаются в восточный Китай и Юго-Восточную Азию. В Северной Америке сложилась аналогичная картина — зимние «квартиры» расположены южнее 32-й параллели: на юге США (в южной Калифорнии, Луизиане, Флориде), в Мексике, Центральной Америке, на Антильских островах. В Южной Америке и Австралии ситуация противоположная — если в северном полушарии птицы вне сезона размножения устремляются в широты с более тёплым климатом, то в южном как минимум часть из них летит туда, где климат прохладнее. Так, некоторые южно-американские цапли зимуют в Патагонии и на Фолклендских островах, австралийские — в Новой Зеландии, на островах Тасмания, Лорд-Хау, Норфолк и Маккуори.
Наблюдения в субтропиках показывают склонность египетской цапли к кочевому образу жизни, которую подчас трудно отделить от типичной сезонной миграции. Так, после окончания размножения часть птиц в Марокко, которые считаются условно оседлыми, в поисках корма устремляются вдоль побережья на юг, при этом тщательно избегают пустынных областей Сахары. Аналогичное поведение отмечено в Эфиопии, только на этот раз оно имеет более ярко выраженный сезонный характер, связанный с режимом выпадения осадков. Многие молодые особи из Южной Африки рассеиваются в северном направлении, подчас преодолевая до 3,5 тыс. км — в Демократическую Республику Конго, Уганду и Замбию. Окольцованных в Эфиопии птиц позднее часто находили на островах южной Атлантики: Святой Елены, Вознесения, Сан-Паулу и Тристан-да-Кунья. Результатом изучения стал вывод, что трансатлантические перелёты в обоих направлениях — обычное явление для египетских цапель, их интенсивность находится в прямой зависимости от силы пассатов в различные годы. Предполагают, что именно цапли северо-восточной Африки переселились на американский континент, положив начало новой популяции. Дальние океанические путешествия также известны в Австралии — так, окольцованная на юго-востоке Квинсленда цапля была позднее поймана в 2500 км к югу на острове Стьюарт в Новой Зеландии.
С 2006 года египетская цапля неоднократно была замечена даже в Антарктике — вблизи северной оконечности Антарктического полуострова на островах архипелага Вильгельма, находящегося на широте 65° южной широты. В частности, в 2025 году она была зафиксирована вблизи украинской антарктической станции «Академик Вернадский» на острове Галиндез.

### Места обитания

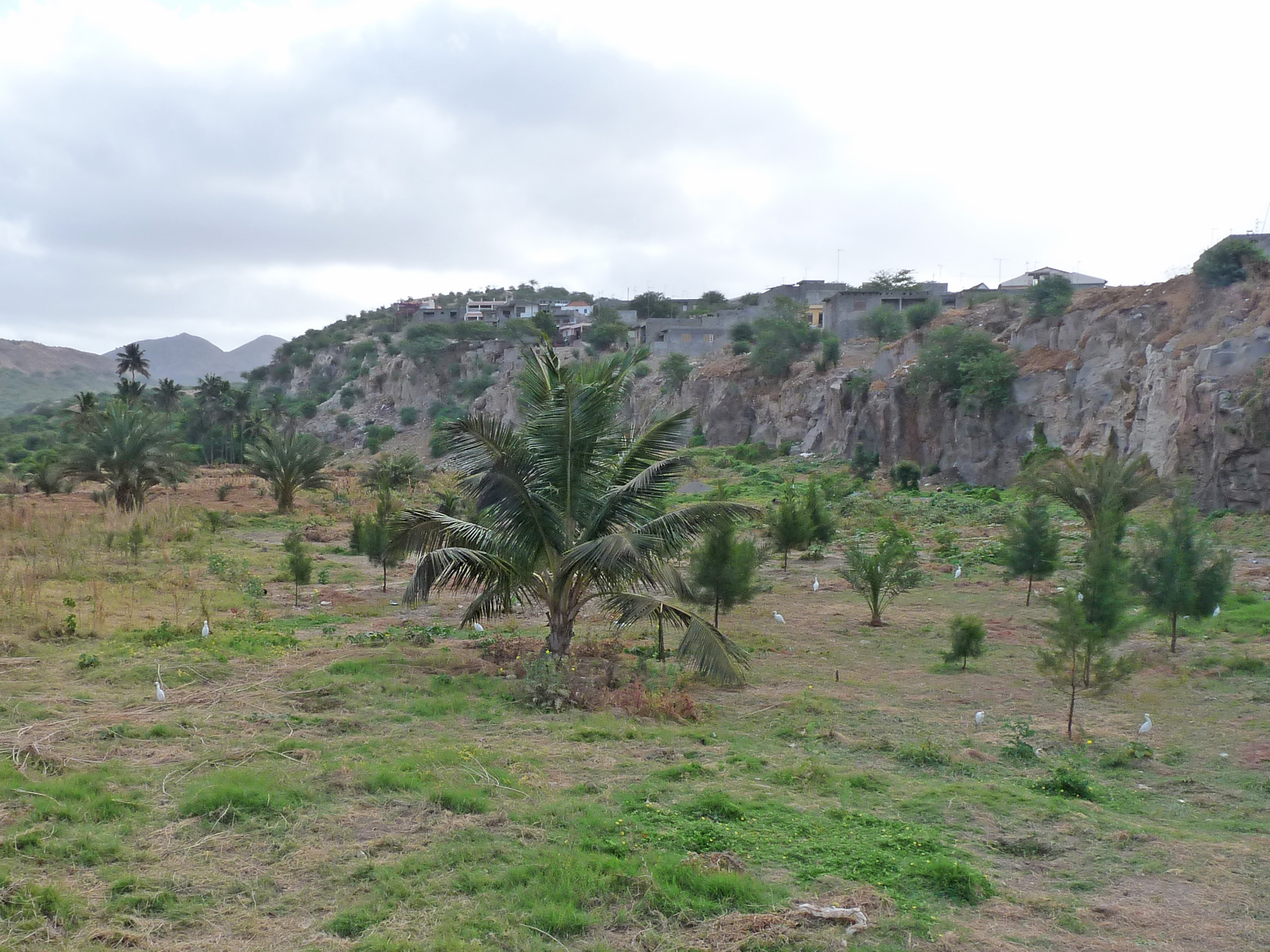
Типичный природный биотоп египетской цапли. Остров Сантьягу, Кабо-Верде

В сравнении с другими видами цапель египетская менее зависима от водоёмов, хоть часто селится в непосредственной близости от них. При выборе мест обитания птица при прочих равных условиях отдаёт предпочтение более влажным биотопам вблизи от пресноводного источника, даже в новых для себя климатических условиях. Первичные биотопы египетской цапли — луга, саванны и другие открытые пространства с травянистой растительностью, а также пресноводные болота. Птица часто ассоциируется с пасущимися животными, с помощью которых добывает себе пропитание.
Вырубка лесов, использование расчищенных участков под выгул скота, а также развитие ирригационных систем привели к возникновению вторичных биотопов — пастбищ, рисовых плантаций, орошаемых пахотных земель, полей для гольфа, дорожных обочин, берегов оросительных систем и других культурных ландшафтов, в том числе в границах населённых пунктов. Как правило, цапля избегает морских побережий, пустынь, сплошных лесов и высокогорных районов — на Суматре поднимается до 1200 м над уровнем моря, в Индии до 1500 м над уровнем моря. Исключением стал перуанский регион Хунин в Андах, где цаплю встречали на высоте 4080 м над уровнем моря. На территории стран СНГ цапля обычно селится на открытой местности в мелководных низовьях рек бассейна Каспийского моря, а также при наличии по соседству кормовых стаций в широколиственных лесах различной плотности и размера.

## Образ жизни

### Размножение
К размножению приступает начиная с двухлетнего возраста. Традиционно считается моногамом, хотя наблюдения в Австралии также свидетельствуют о случаях полигамии: около трети самцов, охраняя собственную самку от соперников, одновременно стремятся совокупиться с другими самками на соседних гнёздах (аналогичное поведение известно у средней белой, серой цапель и особенно часто у большой выпи). В свою очередь, самки склонны спариваться с любым самцом в пределах гнездового участка.

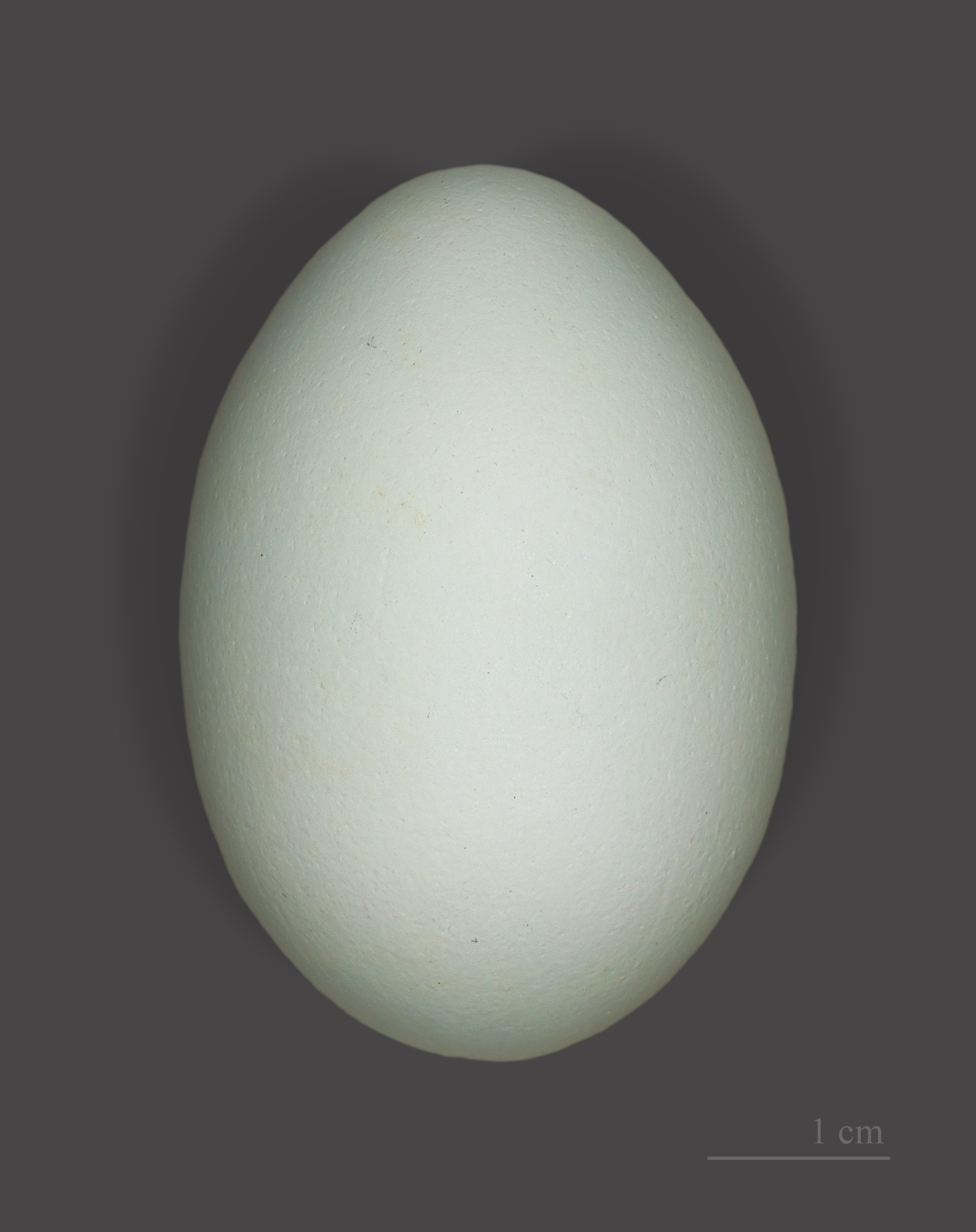
Яйцо египетской цапли

Гнездится колониями — иногда моновидовыми, но чаще смешанными вместе с другими общественными птицами: некоторыми видами цапель, ибисами и бакланами. Например, по наблюдениям на территории СНГ, соседями гнездящейся египетской цапли часто становятся малая белая, жёлтая и серая цапли, кваква, каравайка, колпица, большой и малый бакланы.
Количество размножающихся птиц может исчисляться от нескольких десятков до нескольких тысяч пар, максимальный размер — до 10 тыс. пар — зарегистрирован в Африке. Гнёзда обычно устраиваются на деревьях лиственных пород, реже на заломах тростника, зарослях бамбука или кустах гребенщика. В ряде регионов могут использоваться хвойные породы — например, в Японии известно об образовании колоний на сосне Тунберга. На одном крупном дереве, плотно обвитом лианами, могут одновременно гнездиться до 50 пар колониальных птиц. Важным фактором в выборе места для колонии считается наличие пресной воды, особенно для самцов.
Сезон размножения варьирует в различных частях света. В тропиках гнездится круглогодично, при этом пик гнездовой активности выпадает на периоды максимальной влажности. В Европе и Северной Африке откладка яиц с апреля по июль, в Северной Америке с апреля по май. В Индии начало гнездования коррелирует с усилением муссонов: в июне — августе на севере и ноябре — феврале на юге.

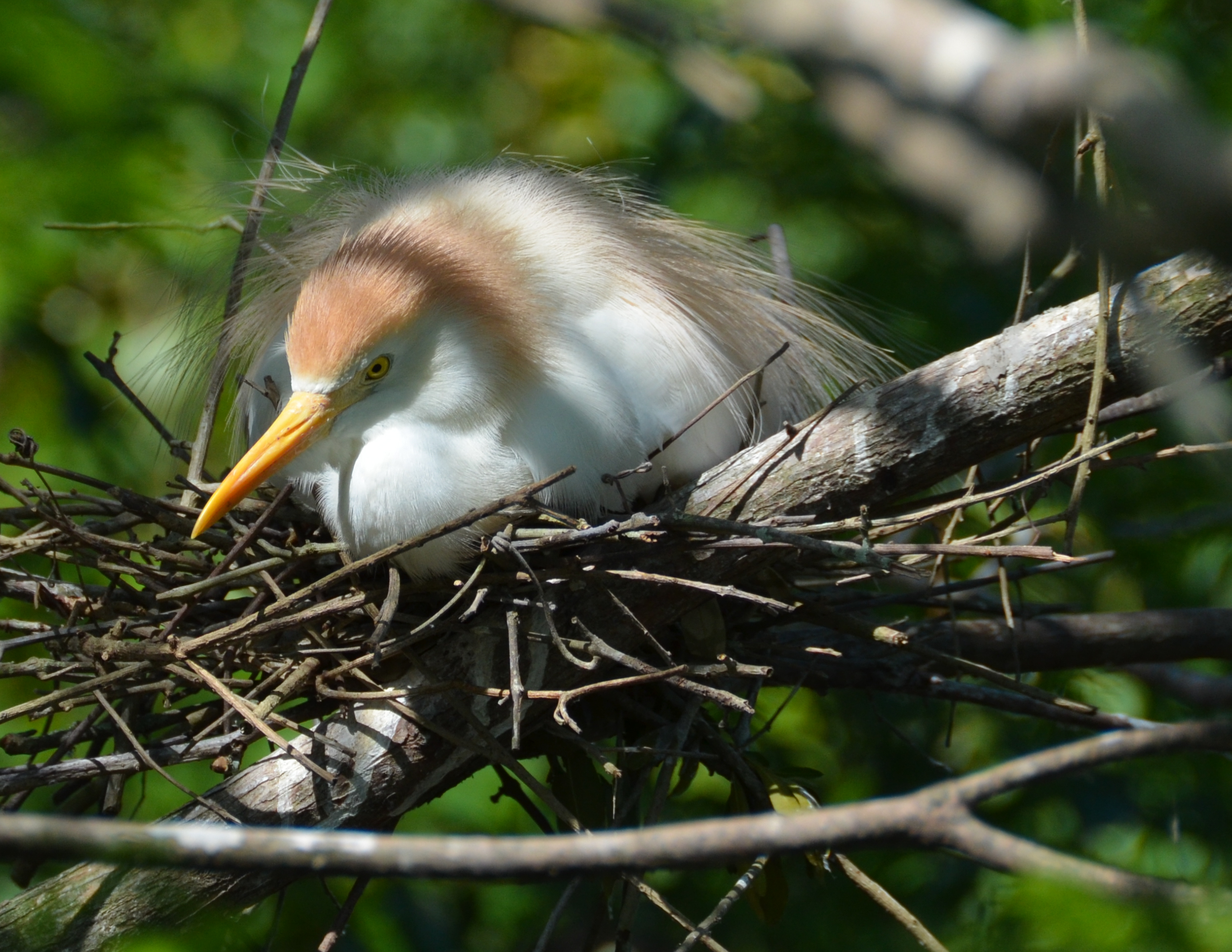
На гнезде. Рыхлые просвечивающие гнёзда типичны для египетской цапли

На востоке Австралии большинство самок насиживает яйца с октября по март, на севере континента два всплеска активности — большей частью с конца ноября, меньшей с января.
Самец выбирает подходящую развилку дерева на высоте 8—10 м от земли и строит на ней рудиментарное гнездо. В брачный период он известен своим шумным и агрессивным поведением, пытается привлечь к себе внимание самок и отгоняет других самцов. Подзывая самку, самец вытягивает к ней шею таким образом, что голова оказывается ниже уровня плеч, и громко щёлкает клювом. В другой демонстративной позе самец переминается с ноги на ногу, «танцует». Сидя на гнезде, он также издаёт характерные крики и трясёт головой. Сложившаяся пара достраивает начатое гнездо, при этом самец собирает сухие веточки, а самка укладывает их на место. Большинство готовых гнёзд, на строительство которых уходит 4—5 дней, представляют собой многослойный «пирог» из нескольких сотен сухих веточек, в верхней части которого имеется глубокий лоток. Во время насиживания эта постройка становится совсем рыхлой, так что сквозь неё видны яйца.

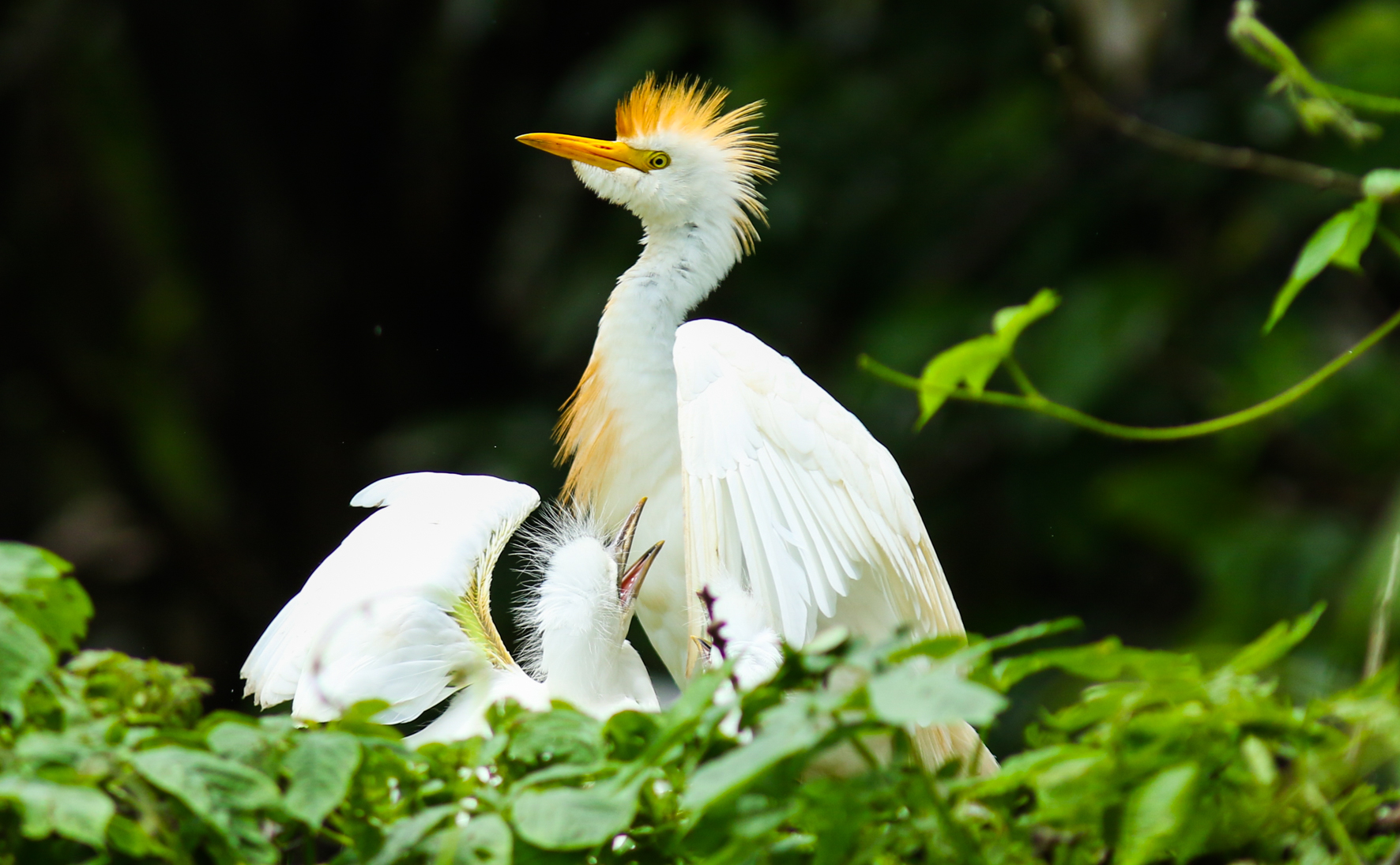
Выкармливание птенца

Бывает, что новое гнездо образуется на месте старого и в таком случае выглядит более основательным, крепким. Диаметр гнезда 20—45 см, высота гнезда 7—12 см.
Размер кладки варьирует в разных регионах, но в целом обычно не выходит за рамки 2—5 яиц. Яйца правильной яйцевидной формы с ярко выраженными острым и тупым концами, чем хорошо отличаются от яиц других родственных видов. Они имеют шероховатую скорлупу, окрашены в белый цвет с голубоватым или зеленоватым оттенком. Размеры яиц 40,4—45,7 × 31,7—36,5 мм. Насиживают обе птицы пары 21—26 дней, начиная с первого яйца. Появившиеся на свет птенцы частично покрыты пухом, однако полностью беспомощны и способны самостоятельно поддерживать температуру своего тела лишь через 9—12 дней. При этом они весьма крикливы и агрессивны и способны отличить родителей от чужих птиц уже через 3 дня. В возрасте 20 дней птенцы покидают гнездо и ползают по окрестным веткам и лианам, хватаясь за них клювами и лапами. Способность к полёту проявляется через месяц после появления на свет, ещё около 2 недель птенцы следуют за родителями в поисках корма, после чего выводки окончательно рассеиваются.
Известны случаи подбрасывания яиц в гнёзда других птиц. В частности, на американском континенте жертвами гнездового паразитизма египетской цапли становились белая американская, большая белая и малая голубая цапли, а также очковая каравайка. Всё же вероятность выведения птенцов в «приёмных семьях» оценивается невысоко. В тропических и субтропических широтах ежегодно египетской цапле удаётся вывести два и даже три выводка. Смертность птенцов относительно небольшая, так как родители активно защищают гнездо от хищников, а также от других членов колонии.

### Питание

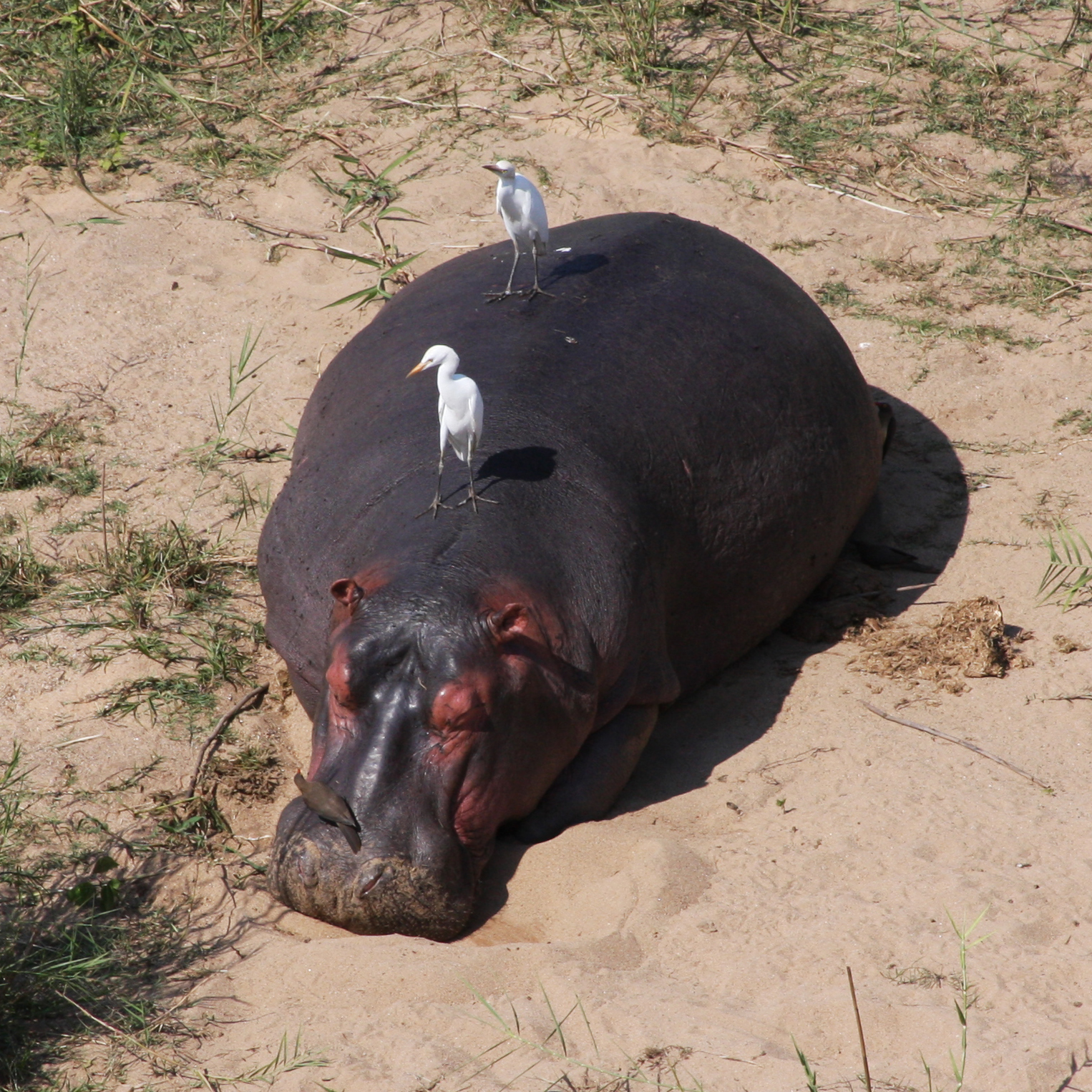
Цапли часто кормятся возле диких животных…

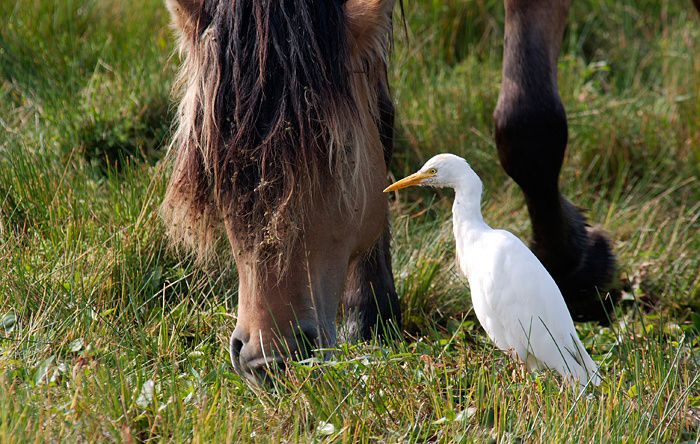
…и домашнего скота

В Африке птицы часто сопровождают стада буйволов, бурчелловых зебр, водяных козлов, голубых гну, слонов, носорогов и других крупных млекопитающих. На вновь освоенных территориях диким животным на смену пришли домашние лошади и крупный рогатый скот. При изобилии цапли отдают предпочтение массивным млекопитающим, двигающимся со скоростью 5—10 шагов в минуту, и значительно реже встречаются возле более мелких овец и коз. Египетские цапли часто следуют за коровами и стоят на их спинах, поэтому в китайском языке этот вид птиц называется «коровоспинная цапля» (кит. упр. 牛背鹭, палл. ню бэй лу). Роль животных также может выполнять медленно движущаяся техника: поезда, тракторы и автомобили. Согласно исследованию, с помощью скота продуктивность охоты египетской цапли возрастает в несколько раз, нежели чем когда она добывает себе корм самостоятельно.
Птицы крутятся у самых головы и ног млекопитающих, ловят в траве вспугнутых кузнечиков и других насекомых либо высматривают добычу на спинах животных. Последнее обстоятельство ряду авторов даёт повод говорить о симбиозе — взаимовыгодном сотрудничестве, при котором птицы помогают животным избавиться от клещей Rhipicephalus microplus. Другие орнитологи считают это мнение ошибочным, поскольку основной корм птиц находится на земле, а не в шерсти млекопитающих. Во Флориде, где экологи практикуют контролируемые лесные пожары, птицы бегают у самой кромки огня и кормятся спасающейся бегством живностью. В отсутствие пасущихся животных группы цапель могут использовать так называемый «метод чехарды»: пока одна бегущая птица хватает жертву, следующие за ней особи забегают вперёд и высматривают другую добычу, встревоженную движениями первой птицы.
Основная пища — беспозвоночные, среди которых особую роль играют кузнечики, сверчки, двукрылые (личинки и имаго мух, слепней) и моли. Также употребляет в пищу стрекоз, водяных жуков, земляных червей, пауков, сколопендр, медведок, моллюсков, в меньшей степени лягушек и мелкую рыбу. В непривычных для себя условиях рацион существенно меняется — например, на островных птичьих базарах цапля может переключиться на поедание яиц и птенцов крачек и других морских колониальных птиц, во время морских перелётов нападает на других истощённых путешествием пернатых. На Сейшелах были описаны случаи клептопаразитизма: цапли преследовали птенцов тёмной крачки, заставляя отрыгивать пищу.
Нередко египетская цапля используется человеком в качестве биоконтрольного агента. Так, исследование в индийском штате Керала, где птицы часто кормятся на мусорных кучах, показало, что каждая особь ежедневно употребляет в пищу 100—150 г личинок падальных и комнатных мух, тем самым заметно ограничивая их численность.

## Угрозы, неблагоприятные факторы

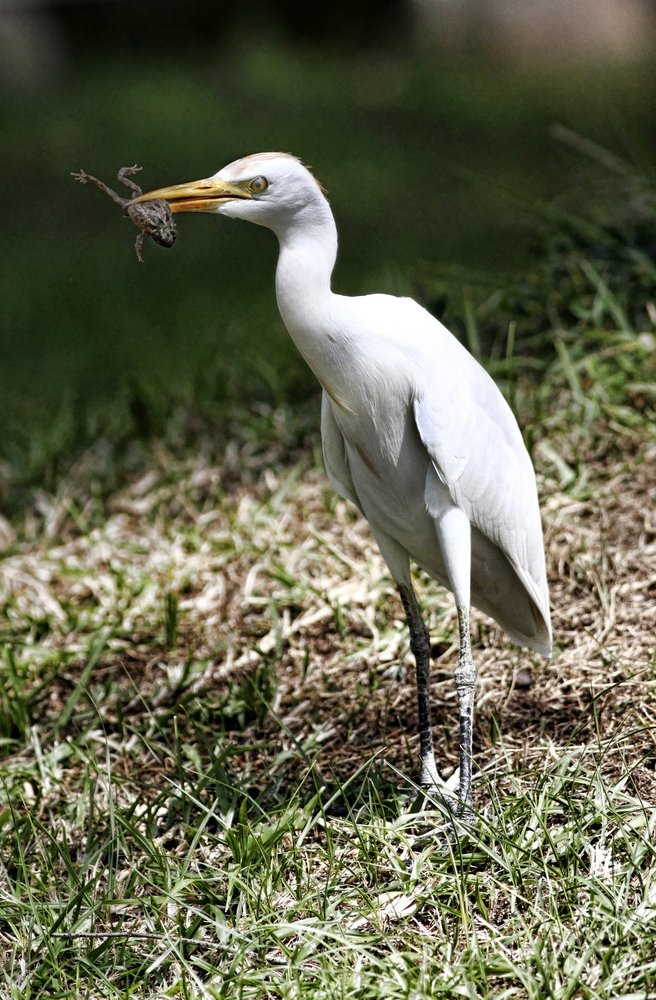
С лягушкой в клюве

Естественных врагов у египетской цапли не так много, причём большинство известных фактов относятся к хищным птицам — воронам, филинам, ястребиным (канюкам, пустынным канюкам, луням, соколам, орлам, орланам). Среди исключений называют гривета (Chlorocebus aethiops) — южноафриканскую зелёную мартышку, в неурожайные годы разоряющую гнёзда птиц. Яйцами и птенцами также кормятся вараны, кваквы, еноты. В целом природные хищники большого урона не наносят ни в традиционных районах обитания, ни на вновь освоенных территориях, их отсутствие — один из факторов, способствующих быстрой экспансии вида по всему миру. Из паразитов цапли чаще всего упоминают пухоедов: Ardeicola expallidus, Ciconiphilus decimfasciatus и Comatomenopon ibis.
Основная причина смертности птенцов — голод, часто вследствие соперничества между птицами одного помёта. В засушливые годы снижение популяции земноводных может привести к недостатку кальция в организме, что, в свою очередь, становится причиной недоразвитости костей у подрастающих птенцов.
Многочисленные и шумные колонии в населённых пунктах нередко преследуются местными жителями, птиц отпугивают или уничтожают. В ряде регионов изменение гидрологического режима вследствие строительства гидроэлектростанций и оросительных систем также приводит к негативным последствиям. Например, в 1950-х годах уровень воды в озере Севан был понижен на 19,5 м, полностью пересохло соседнее с ним озеро Гилли. В результате 23 вида птиц, в том числе египетская цапля, перестали гнездиться в этом районе. Губительными для птиц оказалось использование в Корее пестицидов — органофосфатов и уретанов.

## Цапля и человек
Египетская цапля — весьма заметная птица, часто селится возле жилья человека и не боится его присутствия. Её особенность находиться рядом с пасущимися животными отразилась в обиходных названиях на многих языках мира.

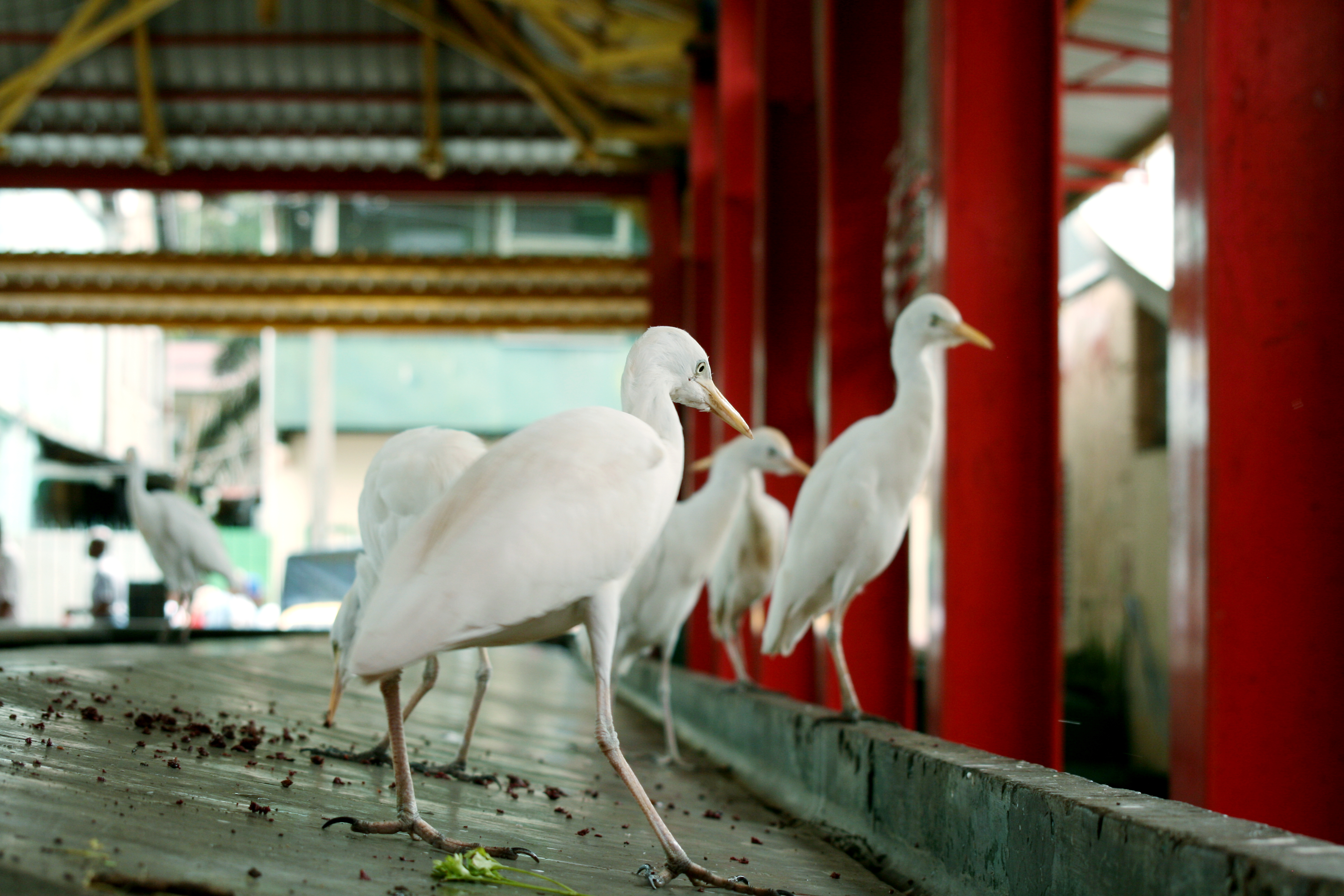
Птицы в ожидании отбросов на рынке в Виктории, Сейшельские острова

В частности, в английском, немецком и испанском языках название птицы можно дословно перевести как «коровья цапля», во французском — «цапля — воловий сторож». Встречаются также словосочетания «коровий журавль», «коровья птица», «слоновая птица», «носороговая птица». Арабское название أبو قردان (произносится «абу-квердан»), в буквальном переводе «отец клещей», ссылается на обилие паразитов в колониях. Мнение о том, что цапли ловят клещей в шерсти животных, ошибочно.
Хозяйственная деятельность человека — вырубка лесов, осушение болот, развитие скотоводства — в целом благоприятно отразилась на благополучии вида. Более того, вследствие перечисленных факторов ареал птицы значительно вырос и охватил новые континенты и климатические зоны. Птица пользуется популярностью среди фермеров, поскольку она помогает контролировать численность насекомых, наносящих вред урожаю. Именно по этой причине птицу интродуцировали на таких островах, как Гавайи, на которых она не расселилась самостоятельно. С другой стороны, иногда искусственное изменение ландшафтов приводит к длительному исчезновению вида, как это произошло в Армении в 1950-е годы после строительства электростанций и оросительных систем.
В международной Красной книге вид имеет статус вызывающего наименьшие опасения. На территории Российской Федерации египетская цапля считается редким видом и по этой причине занесена в Красную книгу России, а также региональные красные списки Дагестана, Астраханской области, Сахалинской области и Приморского края. Аналогичный статус имеется в Красной книге Туркменистана. Вид включён в Приложение 2 Бернской конвенции.